# شیر یا خط (فیلم ۱۹۶۹)
شیر یا خط (انگلیسی: Heads or Tails) یک فیلم وسترن ایتالیایی به کارگردانی پیرو پیروتی است که در سال ۱۹۶۹ منتشر شد.

## بازیگران
- جان اریکسن
- دانیلا سورینا
- ادویژ فنش
- اوگو پالیائی
- ایزارکو راوائیولی
- دادا گالوتی
- لوریس جیتسی
- رناتو ناوارینی
- اشپلا رُزین